# Narkolepsija
Narkolepsija je disomnija - hronični poremećaj spavanja - karakterisan preteranom pospanošću i iznenadnim napadima sna u neprimerenim situacijama. Oboleli od narkolepsije često imaju isprekidan noćni san i abnormalan ritam spavanja tokom dana, što se neretko pogrešno tumači kao insomnija. Pri spavanju uglavnom ulaze u REM fazu sna u toku prvih 5 minuta, dok kod većine ostalih ljudi REM faza nastupa tek sat vremena kasnije.
Još jedan od problema koje doživljavaju mnogi oboljeli je katapleksija - iznenadna mišićna slabost koja je izazvana snažnim osećajima, ili nastaje spontano bez emocionalnog okidača. Može se manifestovati kao jedva primetan gubitak tonusa maskulature lica, opuštanje donje čeljusti, pognutost glave, slabost u kolenima, ili kao potpuni kolaps. Govor je često nerazgovetan te se pojavljuju poremećaji vida u obliku dvoslika i nemogućnosti fokusiranja pogleda, no sluh i svest su očuvani. U retkim slučajevima može nastupiti paraliza i ukočenost mišića. Neki od obolelih prilikom napada dožive pojačan osećaj mirisa i ukusa.
Narkolepsija je neurološki poremećaj spavanja. Nije uzrokovana mentalnim poremećajem ili psihološkim problemima. Najverojatnije je uzrokovana određenim genetskim mutacijama i abnormalnostima koje utiču na specifične biološke činioce u mozgu, u kombinaciji s uticajima iz okoline za vreme razvoja, poput virusnih infekcija.
Naziv narkolepsija potiče od francuske reči narcolepsie koja je izvedena iz grčkih reči νάρκη (narkē, "obamrlost" ili "stupor") i λῆψις (lepsis, "napad").

## Simptomi
Dominantni simptom narkolepsije je preterana dnevna pospanost (engl. Excessive Daytime Sleepiness, EDS), čak i nakon adekvatno prospavane noći. Bolesnik tokom dana oseća umor, pospanost ili pada u san, često u neprimereno vreme. Takvi napadi sna se mogu dogoditi bez upozorenja i biti fizički neizdrživi, te se ponavljati više puta tokom dana. Nakon njih osoba se oseća odmornije, mada samo na nekoliko sati. Pospanost može potrajati dugo vremena, a noćni san biti isprekidan čestim buđenjem.
U klasične simptome ovog poremećaja, često poznate kao "narkolepsijska tetrada", spadaju katapleksija, paraliza u snu, hipnagogne halucinacije i preterana dnevna pospanost. Od ostalih simptoma često se pojavljuju automatizmi.. Ovi simptomi se ne prezentiraju u svih pacijenata.
Katapleksija je epizodični gubitak mišićne funkcije, koji varira od blage slabosti (kao slabost u vratu ili kolenima, opuštenost muskulature lica, ili nemogućnost razgovetnog govora) do potpunog kolapsa. Epizode mogu biti podstaknute naglim emocionalnim reakcijama kao što su smeh, ljutnja, iznenađenje ili strah, te mogu potrajati od par sekundi do nekoliko minuta. Osoba je za vreme cele epizode pri svesti. U nekim slučajevima katapleksija može nalikovati na epileptički napadaj.
Paraliza u snu je privremena nemogućnost govora ili pokreta pri buđenju (ili, ređe, pri usnivanju). Može potrajati od par sekundi do nekoliko minuta. Ovo je iskustvo često uznemirujuće, no nije opasno. Hipnagogne halucinacije su živopisni, često zastrašujući doživljaji nalik snu koji se pojavljuju prilikom usnivanja ili buđenja.
Automatizmi su radnje koje osoba nastavlja obavljati tokom epizode sna, no pri buđenju nema sećanja na njih. Procenjuje se da do 40% osoba s narkolepsijom obavlja automatske radnje prilikom napada sna. Paraliza u snu i hipnagogne halucinacije se pojavljuju i kod ljudi koji ne boluju od narkolepsije, češće u onih koji pate od ekstremnog nedostatka sna. Katapleksija se smatra jedinstvenom za narkolepsiju i analogna je paralizi u snu budući da dolazi do neprimerene aktivacije paralitičkog mehanizma koji inače ima protektivnu funkciju za vreme sna. Suprotno od toga (izostanak aktivacije protektivne paralize) se događa u REM bihevioralnom poremećaju.
U većini slučajeva prvi simptom koji se prezentira jeste preterana i neizdrživa pospanost tokom dana. Ostali simptomi se mogu pojaviti zasebno ili u kombinaciji mesecima ili godinama nakon nastupa potrebe za spavanjem tokom dana. Zabeležene su velike individualne varijacije u razvoju, izraženosti i redosledu pojavljivanja katapleksije, paralize u snu i hipnagognih halucinacija. Sva četiri simptoma se prezentiraju u samo 20 do 25% obolelih. Preterana dnevna pospanost u većini slučajeva perzistira celi život, dok paraliza u snu i hipnagogne halucinacije mogu biti prolazne. Iako su ovo uobičajeni simptomi narkolepsije, mnogi oboleli takođe mogu duže vreme patiti i od nesanice. Simptomi narkolepsije, poglavito preterana dnevna pospanost i katapleksija, često postaju toliko izraženi da uzrokuju ozbiljne probleme u osobnom i profesionalnom životu obolelih.
U normalnim uslovima, u budnome stanju, moždani EEG talasi pokazuju pravilan ritam. Za vreme sna talasi postaju sporiji i nepravilniji. Ovo stanje sna se naziva non-REM (NREM) snom. Nakon približno sat i po NREM sna moždani talasi ponovno počinju pokazivati pravilniji obrazac. U ovom se stadijumu sna, poznatom kao REM (engl. Rapid Eye Movement) faza, odvija većina zapamćenog snivanja. Uz EEG promene za vreme REM faze pojavljuje se i mišićna atonija (REM atonija).
U narkolepsiji je poremećen odnos i dužina NREM i REM faze sna, te se REM faza pojavljuje već prilikom usnivanja umesto nakon perioda NREM sna. Neki od aspekata REM faze koji se u normalnim uslovima pojavljuju samo za vreme sna - gubitak mišićne kontrole, paraliza u snu, živopisni snovi - prisutni su kao simptomi narkolepsije. Katapleksija predstavlja intruziju REM atonije u budno stanje. Paraliza u snu i živopisni snovi se mogu pojaviti prilikom usnivanja ili buđenja. Pacijentov mozak ne prolazi kroz normalne stadijume usnivanja i dubokog sna već prelazi direktno u REM fazu. Kao posljedica toga san tokom noći ne sadrži dovoljno dubokog sna kojeg mozak pokušava nadoknaditi tokom dana, što dovodi do preterane dnevne pospanosti. Oboleli od narkolepsije mogu naočigled zaspati u nepredviđenom trenutku. Kao što brzo upadaju u duboki san, brzo se i bude te pritom mogu biti dezorijentisani (vrtoglavica je čest simptom). Mogu doživeti jasne snove čak i ako epizoda traje samo nekoliko sekundi.

## Uzroci
Iako uzrok narkolepsije nije pronađen ni godinama nakon njenog otkrića, utvrđena su pojedina stanja povezana s povećanim rizikom za razvoj poremećaja. Izgleda da postoji značajna povezanost između pojedinaca s narkolepsijom i nekih genetskih promena. Jedan od predisponirajućih faktora uključuje područje na 6. hromozomu, poznato kao HLA kompleks. Primećena je korelacija između pojedinaca s narkolepsijom i nekih varijacija HLA gena, iako ne u svim slučajevima. Te se varijante HLA kompleksa smatraju odgovornima za povećan rizik od nastanka autoimunosnog odgovora na neurone koji proizvode belančevine u mozgu. Protein zvan hipokretin ili oreksin odgovoran je za kontrolu apetita i ritma spavanja. Oboleli od narkolepsije neretko imaju smanjen broj neurona koji proizvode ovaj protein. 2009. hipotezu o autoimunskom poremećaju je poduprlo istraživanje provedeno od strane Stanfordske univerzitetske medicinske škole.
Odnos između neuralne kontrole normalnog sna i narkolepsije samo je delomično razjašnjen. Kod ljudi, narkoleptični san je karakteriziran brzim prelazom iz budnog stanja u REM fazu s malo ili bez non-REM sna. Promene u motornom i propriocepcijskom sastavu za vreme REM faze su proučene na ljudskom i životinjskom modelu. Za vreme normalnog REM sna depolarizacija alfa motoneurona u leđnoj moždini i moždanom deblu uzrokuje skoro potpunu atoniju skeletalne muskulature inhibicijom descedentnih retikulospinalnih puteva. Acetilholin je jedan od neurotransmitera uključenih u ovaj put. Refleksna inhibicija motornog sastava koja se pojavljuje u katapleksiji ima obeležja koja se obično vide samo u normalnom REM snu.
U istraživanju provedenom 2004. u Australiji naučnici su pomoću antitela obolelih of narkolepsije izazvali narkolepsiji slične simptome kod miševa. Ovo istraživanje, objavljeno u Lancetu, snažno podupire teoriju da su neki slučajevi narkolepsije uzrokovani autoimunosnim poremećajem. Postoji značajna povezanost s HLA-DQB1*0602 genotipom, kao i povezanost s HLA-DR2 i HLA-DQ1. Uprkos eksperimentalnim dokazima da postoji nasledna osnova za razvoj nekih oblika narkolepsije u ljudi, tačan način nasleđivanja je nepoznat. Neki su slučajevi povezani s genetskim poremećajima poput Niman-Pikove bolesti ili Prader-Vilijevog sindroma.
Trenutno se istražuje povezanost vakcine „Pandemriks“ kompanije GlaxoSmithKline protiv svinjske gripe zbog povećane prevalencije narkolepsije kod dece nakon vakcinisanja u Irskoj, Finskoj i Švedskoj. U Finskoj je preporučena obustava vakcinisanje Pandemriksom dok se istražuje 15 prijavljenih slučajeva dece koja su razvila narkolepsiju nedugo nakon vakcinacije. Novembra 2010. je prijavljeno 37 slučajeva narkolepsije u dece kao moguća nuspojava Pandemriksa; u poređenju s tim, normalan prosek novoobolele dece je 3 godišnje.
Novija istraživanja, provedena u Kini i objavljena u Nature Reviews: Neurology, upućuju na mogućnost delovanja infekcije virusom influence, prvenstveno H1N1, kao okidača za razvoj narkolepsije.

## Dijagnoza
Dijagnostika je relativno laka kada su prisutni svi tipični simptomi narkolepsije, međutim ako su napadi sna izolovani, a katapleksija odsutna ili tek blago izražena, dijagnozu je znatno teže postaviti. Uz to je moguća i posve izolovana pojava katapleksije. Pri standardnom postavljanju dijagnoze koriste se tri testa - polisomnografija, engl. Multiple Sleep Latency Test (MSLT), te procena prema Epvortovoj skali pospanosti. Ove testove obično sprovode specijalisti medicine spavanja.
Polisomnografija uključuje kontinuirano snimanje moždanih talasa te brojnih živčanih i mišićnih funkcija tokom noćnog sna. Pri testiranju oboleli od narkolepsije brzo zaspu, rano ulaze u REM fazu sna i bude se tokom noći. Pomoću polisomnografije se mogu detektirati i ostali poremećaji spavanja koji uzrokuju preteranu pospanost tokom dana.
Pri izvođenju polisomnografije pacijentu je ponuđeno da odspava svaka 2 sata tokom dana. Registruje se vreme potrebno da se dostignu različiti stupnjevi sna. Ovim se testom meri stupanj pospanosti tokom dana i brzina nastupa REM faze.
Epvortova lestvica pospanosti je kratki upitnik kojim se detektuje mogućnost postojanja nekog poremećaja spavanja, uključujući narkolepsiju.

## Lečenje
Lečenjem se obolelima od narkolepsije mogu značajno ublažiti simptomi, mada ne i izlečiti sam poremećaj.. Lečenje je individualno prilagođeno, zavisno o simptomima i prethodnom odgovoru na terapiju. Vreme potrebno da se postigne optimalna kontrola simptoma je varijabilno i može trajati nekoliko meseci ili duže. Često je potrebno prilagođavanje doze lekova, a potpuna kontrola simptoma je retko moguća. Oralno primenjeni lekovi su osnova formalnog lečenja narkolepsije, ali su potrebne i promene životnog stila.
Osnovna terapija za preteranu pospanost tokom dana su stimulansi centralnog nervnog sistema kao metilfenidat, amfetamin, metamfetamin, modafinil (Provigil), noviji stimulans s drugačijim farmakološkim mehanizmom, i/ili armodafilin (Nuvigil). Američki FDA je 2007. izdao upozorenje zbog pojave teških kožnih promena pri uporabi modafinila. Od ostalih lekova koriste se kodein i selegilin. U upotrebi je i atomoksetin (Strattera), nestimulišući inhibitor ponovnog unosa noradrenalina (NRI) za koji ne postoji mogućnost zloupotrebe.
U mnogim slučajevima planirani kratki san tokom dana može smanjiti potrebu za farmakološkim lečenjem preterane dnevne pospanosti, no to olakšanje simptoma je kratkog trajanja. San od 120 minuta imao je pozitivan učinak na pacijentovu budnost 3 sata, dok od 15 minuta sna nije zabeležena nikakva korist.
Katapleksija i ostali simptomi REM faze se često leče tricikličkim antidepresivima kao što su hlomipramin, imipramin i protriptilin, te drugim lekovima koji suprimiraju REM san. Venlafaksin, blokator ponovnog unosa serotonina i noradrenalina, pokazao se uspešnim u lečenju simptoma katapleksije, no kao nuspojava je zabiležena isprekidanost sna.
Među mogućim terapijama je i rastvor natrijum oksibata (Xyrem) za oralnu primenu. Xyrem je odobren od strane FDA za lečenje katapleksije i preterane dnevne pospanosti u sklopu narkolepsije.
Upotreba stimulansa tokom dana kako bi se prikrila pospanost ne utiče na stvarni poremećaj u podlozi problema. Stimulansi mogu donekle pomoći u obavljanju dnevnih aktivnosti, no osnovni poremećaj ostaje prisutan i može se i pogoršati budući da sami stimulansi postaju prepreka periodu dubokog sna. Promene životnog stila uključuju smanjenje nivoe stresa, telesnu vežbu (posebno za osobe koje pate od preterane dnevne pospanosti uzrokovane apnejom u snu) i smanjenje unosa stimulansa (poput kofeina i nikotina). Spavanje tokom dana nije pogodna zamena za san tokom noći. Kontinuirana komunikacija između lekara i pacijenta te njegove porodice je od znatne važnosti za optimalno lečenje narkolepsije.
Nedavno sprovedena studija u kojoj su hipokretinski neuroni uspešno transplantirani u pontinu retikularnu formaciju pacova upućuje na mogućnost razvoja alternativne terapijske metode uz standardno farmakološko lečenje.

## Literatura
- Mitler, M.M.; Hajdukovic, R (1991). „Relative Efficacy of Drugs for the Treatment of Sleepiness in Narcolepsy”. Sleep. 14 (3): 218—20. PMC 2246380 . PMID 1680245.
- Chabas, D; Taheri, S; Renier, C; Mignot, E (2003). „The Genetics of Narcolepsy”. Annual Review of Genomics & Human Genetics. 4: 459—83. PMID 14527309. doi:10.1146/annurev.genom.4.070802.110432.
- Smith AJ, Jackson MW, Neufing P, McEvoy RD, Gordon TP (2004). „A functional autoantibody in narcolepsy”. Lancet. 364 (9451): 2122—4. PMID 15589310. doi:10.1016/S0140-6736(04)17553-3.

## Spoljašnje veze
- Архивирано на веб-сајту  (27. јул 2016)

|  | Molimo Vas, obratite pažnju na važno upozorenje u vezi sa temama iz oblasti medicine (zdravlja). |